# Alina Židkova
Alina Vladimirovna Židkova [alína vladimírovna žídkova] (rusko Aлина Владимировна Жидкова), ruska tenisačica, * 18. januar 1977, Moskva, Rusija.